# Ширванский танбур

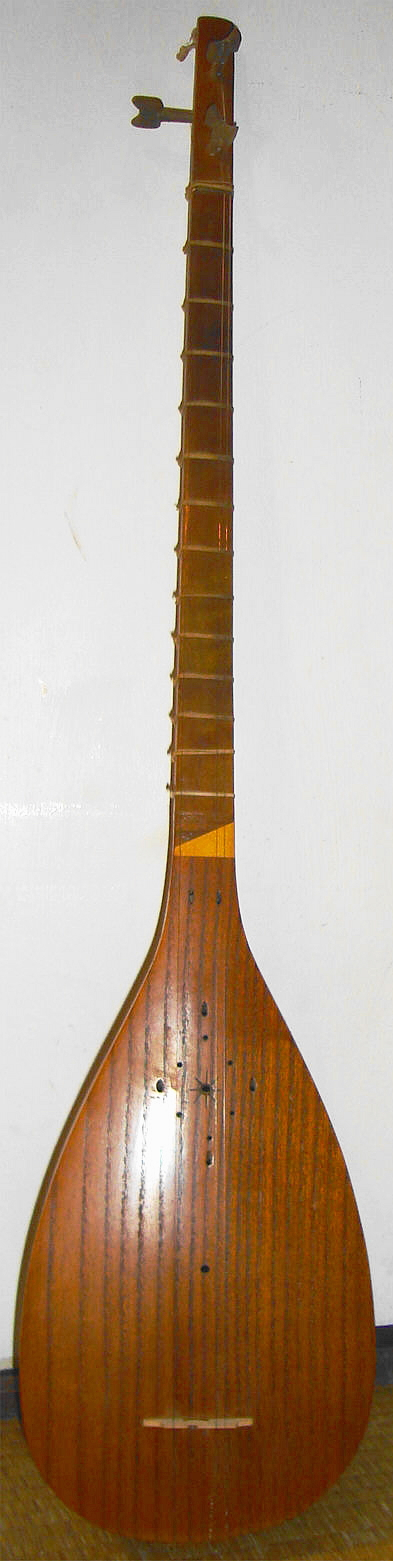

Ширванский танбур (тамбур) (азерб. Şirvan tənburu) — азербайджанский народный струнный музыкальный инструмент. Один из видов танбура.

## История
Эта разновидность танбура, распространена в Ширване. Позднее, стала одним из любимых инструментов и тебризских горожан. Назывался часто «ширван-тебризский танбур».
Игра исполнительств на танбуре в Азербайджане начало утрачивать свою популярность со второй половины XIX века .

## Строение
Состоит инструмент из маленького корпуса и длинной шейки.

### Изготовление
Корпус изготавливают из тутового, грушевого деревьев, а шейку и головку — из ореха. Верхняя дека изготавливается из сосны или тутового дерева и представляет собой тонкую деревянную пластинку. На грифе инструмента имеется 14-17 ладков. На лицевую сторону приклеиваются ещё 3-4 ладка, которые называют «хае парде» (специальные ладки). 2 шёлковые струны располагаются на расстоянии 20 мм друг от друга.

### Настройка и исполнение
Настройка ширванского танбура похожа на настройку саза. Первую струну используется для исполнения мелодии, а вторую настраивают по-разному в зависимости от характера музыки. Танбур является единственным инструментом среди азербайджанских струнных инструментов, на котором играют большим и средним пальцами правой руки. В некоторых случаях на нём играют плектром, который подкладывается под напёрсток, надеваемый на указательный палец правой руки. Инструмент может применяться как сольный и как ансамблевый инструмент.
- Длина танбура — 940 мм
- Длина корпуса — 385 мм
- Ширина — 200 мм.
- Высота — 135 мм
- Длина шейки — 340 мм.
- Длина головки — 120 мм.
- Диапазон простирается от «до» первой октавы до «ми» второй октавы.